# Gleysol

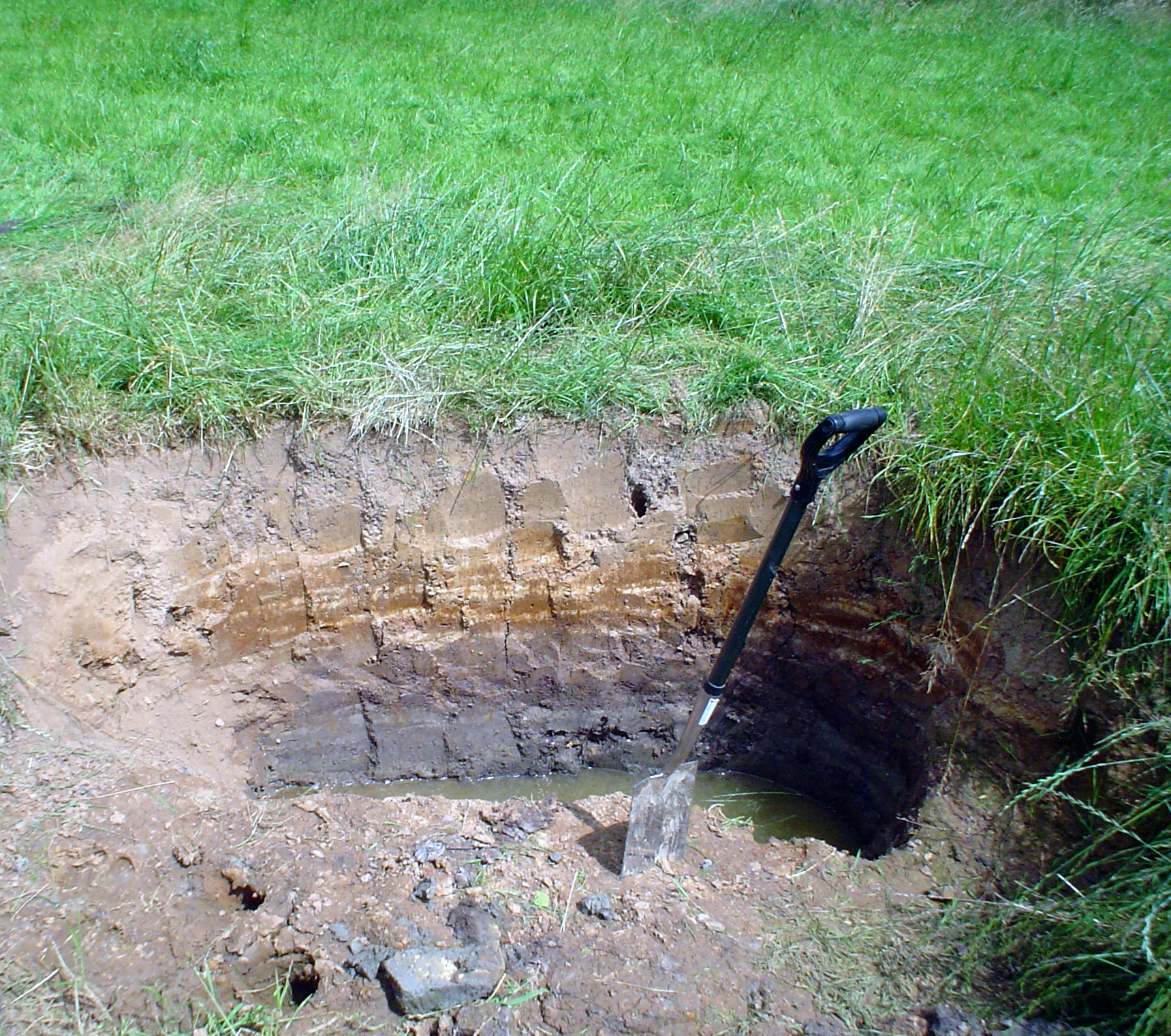
Gleysol

Los Gleysoles son un Grupo de Suelos de Referencia del sistema World Reference Base for Soil Resources (WRB). Gleysoles son suelos con influencia de agua freática encima de una profundidad de 40 cm. En la mayoría de los Gleysoles se distingue un horizonte permanentemente saturado con agua freática y encima del mismo un horizonte del ascenso capilar. En el horizonte saturado se presentan condiciones reductoras, se forman hierro y manganeso reducidos (Fe2+ y Mn2+), y el horizonte presenta colores de reducción (gris, negro, azul claro etc.). Fe2+ y Mn2+ se mueven hacia arriba con el agua ascendente y se reoxidan en las superficies de los agregados, a donde llega el oxígeno del aire.
Gleysoles se encuentran en depresiones en todo el mundo, pero con áreas más largas en climas con mucha precipitación o con poca evapotranspiración. Ocupan unos 625 millones de hectáreas. Domina una vegetación higrófila. Muchos cultivos agrícolas no crecen bien en Gleysoles, pero Gleysoles son muy aptos para arroz inundado.